# Culicomorpha
Infra-ordre
Les Culicomorpha forment un infra-ordre d'insectes diptères nématocères, comprenant les moustiques, les mouches noires et plusieurs familles d'insectes actuelles et éteintes. Ils sont apparus au cours de la période triasique. Il existe des modèles phylogénétiques qui sont utilisés pour interpréter les caractéristiques bionomiques telles que les différences dans la nature de l'alimentation sanguine des femelles adultes, l'alimentation diurne ou nocturne des femelles adultes et l'apparition de stades immatures dans les habitats aquatiques.
La plupart des femelles adultes pondent leurs œufs dans des plans d'eau. Certaines sont limitées aux eaux très propres, mais d'autres peuvent tolérer des environnements très pollués.
De nombreux adultes transmettent des parasites ou des maladies qui peuvent être débilitantes ou mortelles pour les humains, comme le paludisme et le virus du Nil occidental. Les moucherons piqueurs peuvent transmettre une vaste gamme d'agents pathogènes d'importance vétérinaire, notamment le virus Akabane, le virus de la fièvre éphémère bovine, le virus de Schmallenberg, le virus de la peste équine, le virus de la maladie hémorragique épizootique et le virus de maladie de la langue bleue,.

## Liste des super-familles et familles
Les Culicomorpha comprennent huit familles existantes divisées en deux superfamilles. Elle a été décrite sur la base d'analyses phylogénétiques de caractéristiques morphologiques,,.
Super-famille Chironomoidea
- Ceratopogonidae
- Chironomidae
- Simuliidae
- Thaumaleidae

Super-famille Culicoidea
- Chaoboridae
- Culicidae
- Dixidae
- Corethrellidae

La monophylie des Culicomorpha et des Culicoidea a été confirmée dans des études morphologiques et moléculaires ultérieures, mais plusieurs études ont montré que les Chironomoidea étaient paraphylétiques,,. Une étude morphologique réalisée en 2012, utilisant des caractères de tous les stades de vie (œuf, larve, nymphe et adulte), a révélé que les Chironomidae se sont ramifiés en premier et qu'une relation de sœurs existait entre les Culicoidea et un clade de Simuliidae, Ceratopogonidae et Thamaleidae. Une nouvelle superfamille, Simulioidea, a été proposée pour ce dernier clade et a limité les Chironomoidea aux Chironomidae. Une analyse phylogénomique réalisée en 2018 a également révélé un Chironomoidea paraphylétique et une relation étroite entre Simuliidae et Thamaleidae, mais dans cette étude, les Ceratopoginidae se sont regroupés avec les Chironomidae. Les arbres phylogénétiques ci-contre illustrent les différentes dispositions.

### Familles éteintes
- Asiochaoboridae (Jurassique supérieur)
- Architendipedidae (Trias supérieur)
- Protendipedidae (Jurassique moyen)
- Mesophantasmatidae (Jurassique moyen)